# Megaderma
Genre
Megaderma est un genre de chauve-souris de la famille des Megadermatidae.
Les megaderma ont de grandes oreilles réunies, de grands yeux , une feuille nasale, de la membrane entre les pattes et pas de queue. Ils se dirigent grâce à un système d'écholocation en émettant des ultrasons via des vibrations complexes par le nez. Ils mangent des insectes et des vertébrés.

## Liste des espèces
- Megaderma lyra (faux vampire) E. Geoffroy, 1810
- Megaderma spasma (petit faux vampire) (Linnaeus, 1758)

## Galerie

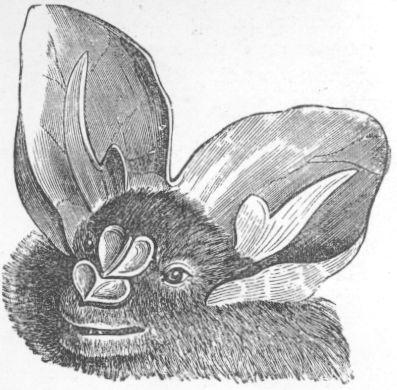
Petit faux vampire (Megaderma spasma)
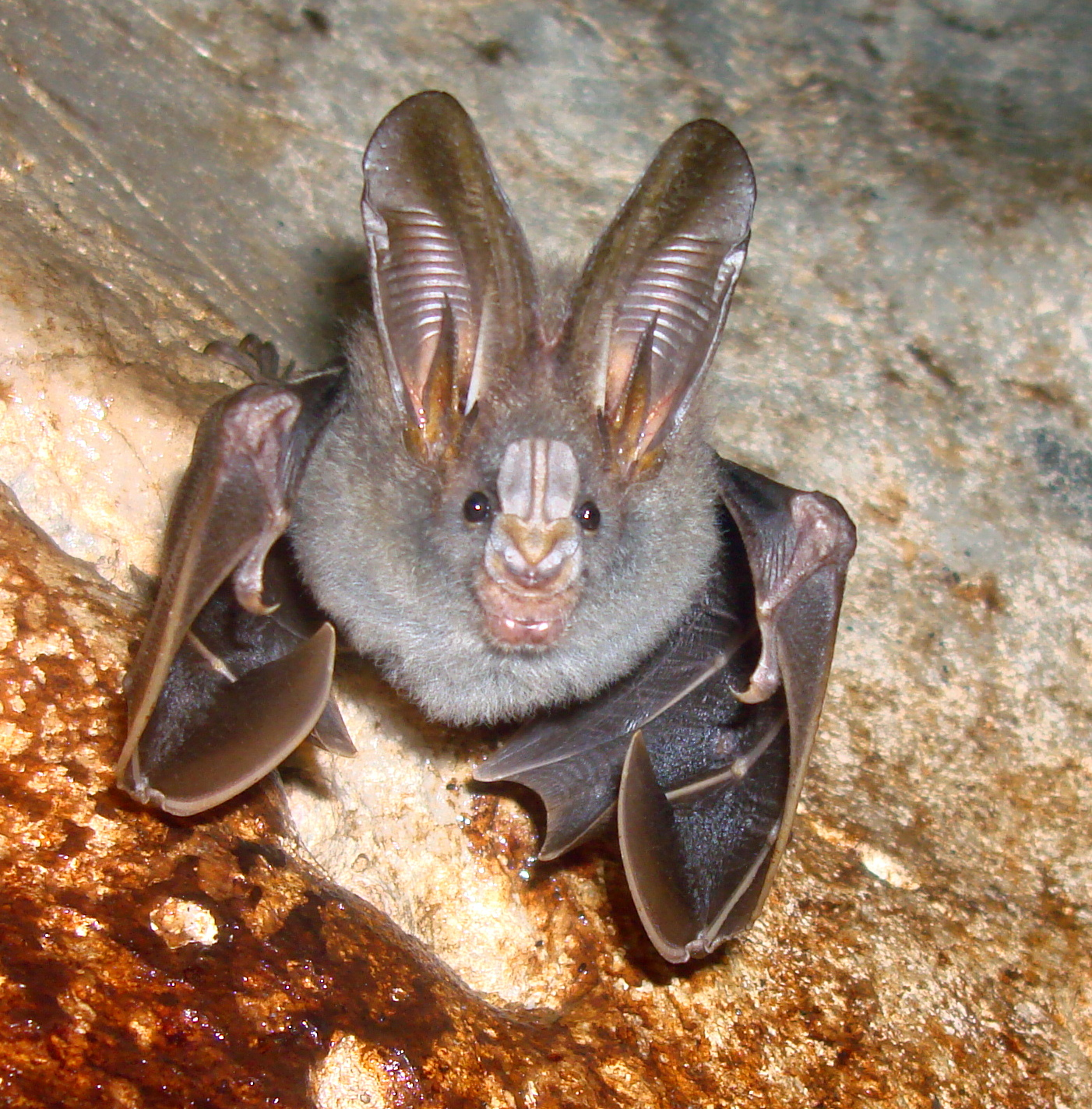
Petit faux vampire
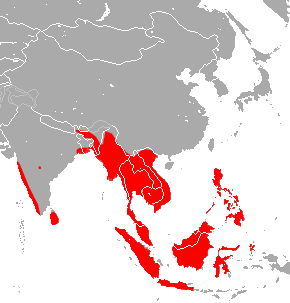
Aire de répartition du petit faux vampire
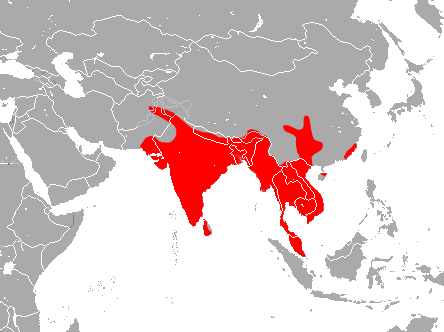
Aire de répartition du faux vampire